# Inga Rhonda King

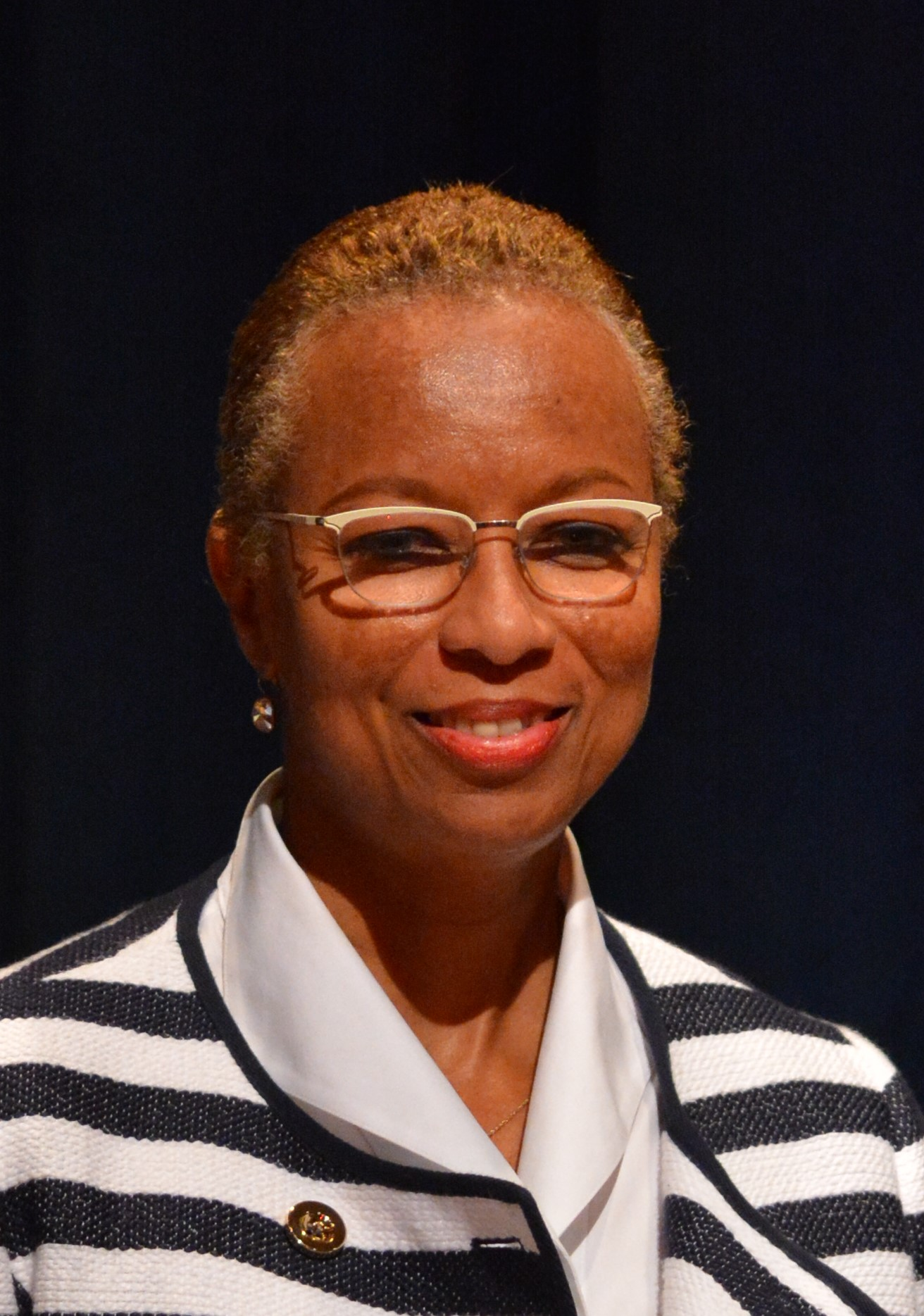
Inga Rhonda King

Inga Rhonda King (auch I. Rhonda King, * 1959 oder 1960 auf Curaçao, Niederländische Antillen) ist eine aus St. Vincent und den Grenadinen stammende Ökonomin, Autorin und Diplomatin. Sie ist seit September 2013 Ständige Vertreterin ihres Landes bei den Vereinten Nationen.

## Herkunft und Ausbildung
King kam auf Curaçao (Niederländische Antillen) zur Welt, ihre Familie stammt aus St. Vincent und den Grenadinen. Sie absolvierte ein Bachelor-Studium in Chemie und Mathematik an der State University of New York. Außerdem ist sie zertifizierte Buchprüferin und zertifizierte Finanzmanagerin.

## Berufliche Tätigkeit
King war nach ihrer Ausbildung im Verlagswesen, in der Unternehmensentwicklung und im akademischen Bereich tätig. Sie unterrichtete von 2002 bis 2003 als Englischlehrerin in China und wurde vom Bürgermeister von Jiangdu als Teacher of the Year ausgezeichnet. Sie arbeitete an der Entwicklung und Implementierung von Mathematik-Sommer-Programmen zur Prüfungsvorbereitung von Studenten mit. Ehrenamtlich unterrichtete sie als Mathematiklehrerin benachteiligte Kinder in Miami.
2006 gründete King mit Strategy Forum Inc. einen unabhängigen Verlag für illustrierte Bücher.
2010 wurde sie zur Honorarkonsulin für Portugal ernannt. Ebenfalls 2010 wurde sie in den Vorstand der Nationalen Investitionsförderungsagentur ihres Landes berufen, 2011 übernahm sie dort den Vorsitz.

## Politische und diplomatische Arbeit
Inga Rhonda King wurde am 13. September 2013 von Premierminister Ralph Gonsalves zur Ständigen Vertreterin von St. Vincent und den Grenadinen bei den Vereinten Nationen ernannt. Dort trat sie als Vertreterin der sogenannten L.69 Group, einem Zusammenschluss von 49 Entwicklungsländern aus Afrika, Lateinamerika und der Karibik, Asien und dem pazifischen Raum, auf.
Am 29. September 2016 wurde King zur Vorsitzenden des Haushaltsausschusses der UN-Generalversammlung gewählt. Am 27. April 2017 plädierte sie in einer Rede vor der Generalversammlung dafür, einen "Welt-Kreativitäts- und Innovationstag" in die Reihe von UN-Gedenktagen mit besonderen Anliegen aufzunehmen.
Vom 26. Juli 2018 bis 25. Juli 2019 war King 74. Präsidentin des Wirtschafts- und Sozialrats der Vereinten Nationen. Ihre Nachfolgerin wurde die Norwegerin Mona Juul.

## Privates
2003 veröffentlichte King eine autobiographische Sammlung von Essays unter dem Titel Journal of a Superfluous Woman (dt. Tagebuch einer überflüssigen Frau), in der sie von den Erfahrungen mit ihrer Brustkrebs-Erkrankung berichtete.
Sie beschrieb später, wie ihre gesundheitlichen Probleme zu einem großen Umbruch in ihrem Leben geführt hätten:
„Ich hatte immer weniger Interesse am Entwerfen, Analysieren oder Etablieren von Systemen für Organisationen und immer mehr Interesse daran, Denkweisen zu verändern beziehungsweise die Systeme im menschlichen Bewusstsein zu verändern und Methoden zu entwickeln, die neue Einsichten ermöglichen. Zu verstehen, wie wir Informationen verarbeiten oder wie wir denken und warum wir so denken, wie wir es tun, ist von überragender Bedeutung für den Erfolg jedes Vorhabens und dafür, ein gutes Leben zu führen.“

## Veröffentlichungen
- Inga Rhonda King: Journal of a Superfluous Woman: A Collection of Essays. iUniverse, 2003 (englisch, com.au).
- Inga Rhonda King: Caribbean Sense of Life: A Photographic Narrative. Strategy Forum Inc., 2009 (englisch).
- Inga Rhonda King: The Green Legacy of Saint Vincent and the Grenadines. Strategy Forum Inc., 2011, ISBN 978-0-9824215-2-9 (englisch, blurb.com).
- Inga Rhonda King: A Tiny Slice of Caribbean Life: Portrait of a Vincy Woman. Strategy Forum Inc., 2011 (englisch, com.au).
- I. Rhonda King: The Green Legacy of Saint Vincent and the Grenadines. Huffington Post, 30. November 2015, abgerufen am 22. August 2017 (englisch).

## Quellnachweise
1. 1 2 3 4 5 6  https://www.iwnsvg.com/2013/09/02/pm-gonsalves-announces-new-un-envoy-other-senior-appointments/ Bericht von der Berufung Kings zur Ständigen Vertreterin bei den UN vom 2. September 2013, abgerufen am 26. Dezember 2018.
2. 1 2 3 4 5 6 7 8  https://www.un.org/press/en/2016/bio4890.doc.htm Biographical Note der UN veröffentlicht am 30. September 2016, abgerufen am 26. Dezember 2018.
3. 1 2  https://caribbeanbookblog.wordpress.com/2010/05/18/sfi-books-a-new-and-dynamic-approach-to-caribbean-publishing/ Portrait von Strategy Forum Inc. auf caribbeanbookblog am 18. Mai 2010, abgerufen am 26. Dezember 2018.
4. ↑  https://www.un.org/press/en/2013/bio4527.doc.htm Erklärung der UN zum Amtsantritt von I. R. King vom 13. September 2013, abgerufen am 26. Dezember 2018.
5. ↑  UN General Assembly: General Assembly Adopts Texts on Security Council Reform, Peacekeeping, Conflict in Africa, Cooperation with Regional Groups. Relief Web, 19. Juli 2017, abgerufen am 22. August 2017 (englisch).
6. ↑  Jared McAllister: St Vincent Diplomat's Other Post. In: New York Daily News. 16. Oktober 2016, abgerufen am 2. August 2017 (englisch).
7. ↑  World Creativity and Innovation Day is accepted by the United Nations. April 2017, abgerufen am 22. August 2017 (englisch).
8. ↑  https://www.un.org/press/en/2018/ecosoc6947.doc.htm Presseerklärung der ECOSOC zur Wahl von King vom 26. Juli 2018, abgerufen am 26. Dezember 2018.
9. ↑  https://www.un.org/ecosoc/en/president-ecosoc abgerufen am 6. November 2019
10. ↑  Inga Rhonda King: Journal of a Superfluous Woman: A Collection of Essays. iUniverse, 2003 (englisch, com.au).

| Personendaten    | Personendaten                        |
| ---------------- | ------------------------------------ |
| NAME             | King, Inga Rhonda                    |
| KURZBESCHREIBUNG | vincentische Ökonomin und Diplomatin |
| GEBURTSDATUM     | 1959 oder 1960                       |
| GEBURTSORT       | Curaçao (Niederländische Antillen)   |